# Heinrich Kielmann
Heinrich Kielmann (* 31. Januar 1581 in Wien; † 13. Februar 1649 in Stettin) war ein deutscher Jurist, Klassischer Philologe und Dramatiker. 
Kielmann war evangelischer Konfession. Er besuchte die Schulen in Iglau und Meseritsch in Mähren. Ab 1600 studierte er an der Universität Leipzig, wo er zum Magister und zum Doktor promoviert wurde. Danach arbeitete er als Erzieher in Halle, wo er zugleich an der Universität Halle Rechtswissenschaften studierte. Dieses Studium setzte er später an der Universität Jena fort. Er wurde Adjunkt und Assessor an der philosophischen Fakultät der Universität Leipzig und arbeitete zugleich als Rechtsanwalt. 
Im Jahre 1612 wechselte er als Konrektor und Professor des Griechischen und der Poesie an das Pädagogium zu Stettin. Hier wirkte er bis zu seinem Tode 1649. 
Kielmann schrieb 1613 eine lateinische Tragödie mit dem Titel „Venus“. Großen Erfolg hatte seine 1617 auf Deutsch veröffentlichte Komödie „Tetzelocramia“, die bereits 1618 in 3. Auflage erschien. Die Komödie behandelt den Ablassprediger Johann Tetzel. Nach Einschätzung von Wilhelm Scherer in der Allgemeinen Deutschen Biographie (1882) ist die Komödie „sehr effektvoll, lebendig und gut motiviert“ geschrieben und insgesamt „vielleicht die beste dramatische Behandlung der Reformation“. 

## Werke
- Tetzelocramia. Stettin 1617. (Online)